# Ледник Ламберта
Ледни́к Ла́мберта (англ. Lambert Glacier) — крупнейший в мире выводной ледник, расположенный в Восточной Антарктиде.
Ледник берёт начало в северной части Долины МГГ и вливается в шельфовый ледник Эймери. Длина его составляет 470 км, ширина — от 30 до 120 км. По левому борту ледника расположены горы Принс-Чарльз; здесь в него впадает самый крупный приток — ледник Фишера.
Ледник был открыт австралийской экспедицией в 1957 году и назван в честь руководителя картографической службы Австралии Брюса Ламберта.
Площадь ледника составляет около 8 процентов от площади льдов материка. Ледник движется в направлении океана со скоростью около 1000 м в год.
Расположенные в окрестностях ледника горы Дмитрия Соловьёва (74° ю. ш., 67° в. д.) нанесены на карту в 1973 году Советской Антарктической экспедицией и названы в 1975 году в честь участника экспедиции, полярного геолога Дмитрия Семёновича Соловьёва (1926—1974).